# Strażnica WOP Rokita
Strażnica WOP Rokita – podstawowy pododdział graniczny Wojsk Ochrony Pogranicza pełniący służbę ochronną na granicy polsko-niemieckiej.

## Formowanie i zmiany organizacyjne
Zimą 1949/50, w strukturze 30 batalionu Ochrony Pogranicza, w rejonie nieczynnej fabryki Rokita, została sformowana strażnica WOP nr 25a. Służbę graniczną rozpoczęła 18 stycznia 1950.
Po 1 stycznia 1951 strażnica WOP Rokita podlegała dowódcy 91 batalionu WOP. Rozwiązano ją w latach 70. XX w..
Od 15 marca 1954 wprowadzono nową numerację strażnic, a strażnica WOP Rokita kategorii II otrzymała nr 33. 
W 1957 była kategorii II i posiadała numer 6.
W 1964 strażnica WOP nr 15 Rokita uzyskała status strażnicy lądowej i zaliczona została do II kategorii.

## Służba graniczna
W 1960 16 strażnica WOP Rokita II kategorii ochraniała 7200-metrowy odcinek granicy państwowej od znaku granicznego 348 do zn. gr. 336.
Strażnice sąsiednie:
15 strażnica WOP Zasieki; 16 strażnica WOP Olszyna - 1960

## Dowódcy strażnicy
- sierż. Jan Drażewski (był w 1951)
- chor. Czesław Kobis (1952–?)
- ppor. Józef Krycz (1953–1956)
- por. Henryk Zwoliński 1956
- por. Władysław Pałka (1956–1960)
- por. Jan Włodarkiewicz (1960–

Wykaz poniżej podano za Józef Ostrowski: Lubuska Brygada Wojsk Ochrony Pogranicza 1945-1989. Ludzie - wydarzenia. s. 18.
- por. Władysław Pałka